# 二之江神社
二之江神社（にのえじんじゃ）は、東京都江戸川区の神社。

## 歴史
1967年（昭和42年）に創建された。現在地には、かつて二之江村の鎮守だった香取神社があり、創建年代は不明であるが、明治以降の近代社格制度では村社に列格していた。一方、近くの妙勝寺には、境内社として寛文年間（1661年 - 1673年）創建の八幡神社があった。この二つの神社が合併し、当地の旧地名を冠した「二之江神社」に改称した。
境内には、ケヤキの大木がある。旧香取神社時代からあるもので、樹齢500年以上の江戸川区最大のケヤキである。江戸川区の天然記念物に登録されている。

## 文化財
- 二之江神社のケヤキ - 江戸川区登録天然記念物・植物、昭和56年1月13日告示[3]

## 交通アクセス
- 一之江駅より徒歩16分（経路案内）。
- 葛西駅より徒歩20分（経路案内）。